# FC Ergotelis
FC Ergotelis (greacă:Εργοτέλης) este o echipă de fotbal din Heraklion, Grecia. Clubul evoluează în Superliga Greacă, primul eșalon fotbalistic din Grecia. Denumirea de Ergotelis vine de la atletul grec Ergoteles de Himera.

## Jucători notabili
| - Altin Haxhi - Aleksandar Vuković - Galin Ivanov - Georgi Markov - N'gassam Nana Falemi - Darko Miladin - Dragan Nacevski - Ishmael Addo | - Bela Kovacs - Perica Ognjenovic - Clement Mazibuko - Javier de Pedro - Miroslav Barčík - Lucian Pârvu - Suad Filekovic - Oleg Iachtchouk - Clint Mathis |